# Andreas von Flotow (Autor)
Andreas von Flotow (* 12. April 1981 in Dannenberg (Elbe)) ist ein deutscher Dramaturg, Regisseur und Schriftsteller.

## Leben
Andreas von Flotow studierte Landwirtschaft, Volkswirtschaft und Geschichte. Nach dem Studium arbeitete er zunächst als Dramaturgieassistent, unter anderem am Maxim Gorki Theater Berlin und am Schauspielhaus Hamburg. Es folgten vorübergehende Anstellungen in der Kunstbuchhandlung Walther König, im Hamburger Bahnhof – Museum für Gegenwart Berlin sowie als Assistent des Verlegers im Schirmer/Mosel Verlag in München. Derzeit arbeitet er als freier Dramaturg hauptsächlich für Off-Theater in Berlin, Basel und Wien.

## Dramaturgie und Regie
- Die Präzision der Freiheit, Forum Freies Theater[3]
- Irgendwie Beleuchtet[4]

## Veröffentlichungen
Erste lyrische Arbeiten – „in schöner Trakl-Huchel-Bernhard-Tradition“ – veröffentlichte er in der Zeitschrift Ostragehege unter dem Pseudonym Andreas Kaukasus und ab 2012 unter seinem Klarnamen in Krachkultur. Anfang 2014 erschien sein Debütroman Tage zwischen gestern und heute, der in der Medienöffentlichkeit positiv aufgenommen und unter anderem von NDR Kultur im Rahmen des Bücherfrühlings 2014 als lesenswert empfohlen wurde.

## Werke
- Tage zwischen gestern und heute. Roman. DVA, München 2014, ISBN 978-3-421-04635-2

## Preise und Stipendien
- 2014: Arbeitsstipendium für Schriftsteller der Kulturverwaltung des Berliner Senats[8]